# 豊田実 (英語学者)

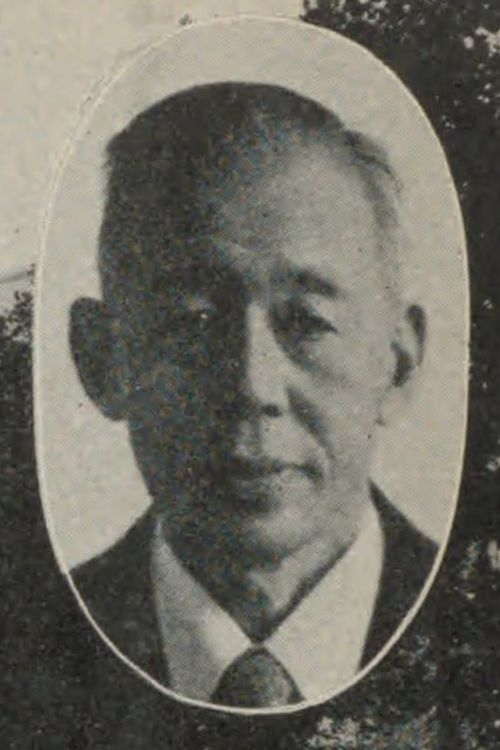
豊田實

豊田 実（豊田 實、とよだ みのる、1885年（明治18年）9月16日 - 1972年（昭和47年）11月22日）は、日本の英語学者、英文学者。

## 略歴
福岡県浮羽郡吉井町生まれ。青山学院高等学部を経て、1912年青山学院神学部卒業。東京帝国大学で英語・英文学を修めて1916年卒業。青山学院教授、東京女子高等師範学校教授、1923年英国、フランスに留学する。1925年九州帝国大学教授。29年「当時ノ科学哲学及ヒ神学関係ヨリ観タルヂヨージ、エリオツトノ心意発展ニ関スル研究」で東京帝国大学より文学博士の学位を取得。1946年青山学院院長、1949年青山学院大学初代学長。1964年日本英学史学会初代会長。
英学史を専門としたが、英文学の翻訳、研究も行なうキリスト教徒だった。日本英学史学会で豊田實賞が設けられている。墓所は雑司ヶ谷霊園。

## 著書

### 単著
- 『英語発音法』英語倶楽部社、1922年10月。
  - 『英語発音法』（複製版）ゆまに書房〈20世紀日本英語学セレクション 第5巻〉、2001年7月。ISBN 9784843303566。
- 『日本に於ける英文学研究』岩波書店〈岩波講座日本文学 第4巻 13〉、1932年11月。
- 『小説の発生及び発達』岩波書店〈岩波講座世界文学 第3巻 4〉、1934年6月。
- 『英語音声学概説』研究社〈英語教育叢書 15〉、1937年1月。
- 『ヂョーヂ・エリオット』研究社〈研究社英米文学評伝叢書 53〉、1938年8月。
  - 『ヂョーヂ・エリオット』（複製版）研究社出版〈研究社英米文学評伝叢書 53〉、1980年6月。
- 『語学畑の副産物』冨山房、1938年8月。
- 『日本英学史の研究』岩波書店、1939年2月。
- 『日英語比較音声学』研究社〈研究社英米文学語学講座 61〉、1944年2月。
- 『バイブル邦訳の由来』惇信堂〈自由文化叢書〉、1946年11月。
- 『アメリカ英語とその文体』研究社〈新英米文学語学講座 21〉、1951年12月。
- 『私の歩いて来た道 人生と信仰』松柏社、1973年9月。

### 翻訳
- ジョージ・エリオット 著、豊田実・水之江有義 訳『サイラス・マアナァ』愛育社、1946年9月。
- ウィリアム・シェイクスピア『あらし』岩波書店〈岩波文庫〉、1950年11月。
- ウィリアム・ワーズワース『ワーズワース詩抄』北星堂書店、1969年11月。

### 増補
- 斎藤秀三郎『熟語本位英和中辞典』（増補新版）岩波書店、1936年3月。
- 斎藤秀三郎『熟語本位英和中辞典』（新増補版）岩波書店、1952年4月。ISBN 9784000800068。
- 斎藤秀三郎『熟語本位英和中辞典』八木克正校注（新増補版）、岩波書店、2016年10月。ISBN 9784000803199。

## 記念論文集
- 九州帝国大学文学研究会 編『豊田博士還暦記念文学論文集』惇信堂、1946年12月。